# Milngavie
Milngavie, [mɪlgaɪ] oder [mʌlgaɪ], schottisch-gälisch: Muileann Dhàibhidh, ist eine Vorstadt von Glasgow in Schottland. Sie liegt etwa 13 Kilometer von der Stadtmitte Glasgows entfernt in der Council Area East Dunbartonshire. In Milngavie befindet sich der Startpunkt des West Highland Ways. Zwischen 1825 und 1914 wurde nahe Milngavie die überregional bedeutende Whiskybrennerei Tambowie betrieben.
Der größte Teil der Anwohner Milngavies pendelt zum Arbeiten oder zum Studieren nach Glasgow. Milngavie ist an die North Clyde Line der schottischen Eisenbahngesellschaft SPT angeschlossen, die es mit Glasgow verbindet. Es ist ein beliebtes Erholungsgebiet mit einem ungewöhnlich hohen Seniorenanteil.
Der Name Milngavie ist aus dem Gälischen übersetzt. Daher rührt auch der Unterschied des gesprochenen und geschriebenen Namens. Der gälische Name für die Stadt ist »Muillean Dhàibhidh«, ausgesprochen „Mulin Ghah-ie ([muːlɪnɣʌwi])“, was „Davidsmühle“ bedeutet. Die gälische Buchstabenkombination bh wird gewöhnlich als v ins englische übersetzt, auch wenn die Aussprache hier einem (englischen) w entspricht.

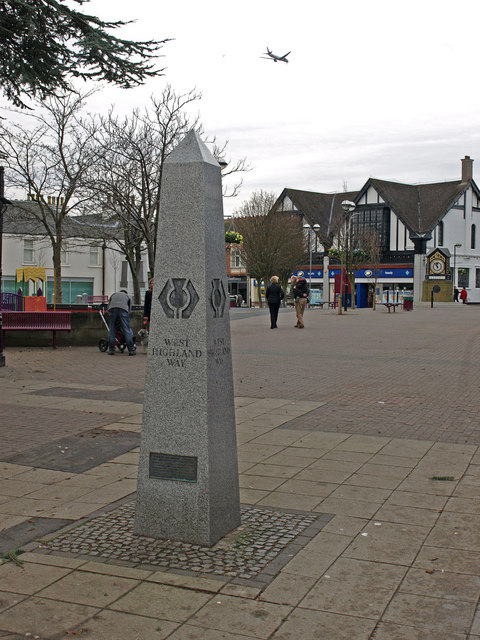
Zentrum von Milngavie, Beginn des West Highland Way
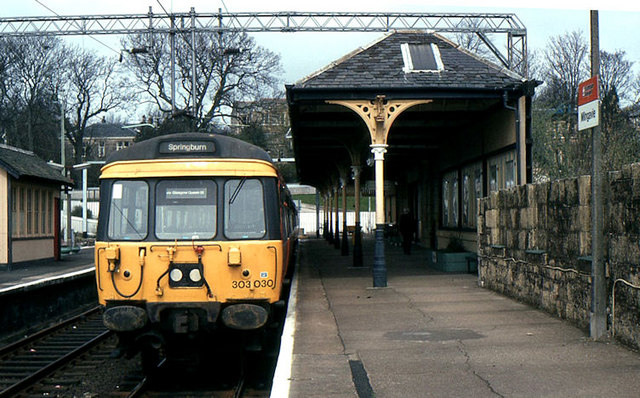
Bahnhof Milngavie
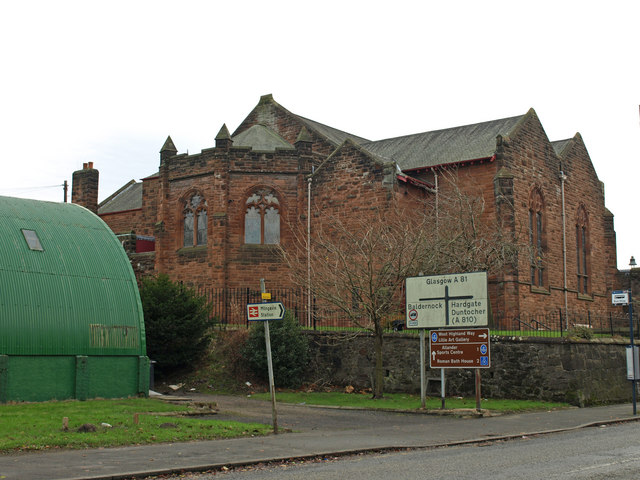
St Paul’s Church

## Schulen
- Douglas Academy, eine staatliche Gesamtschule mit einer Musikschule für begabte Kinder. Der Zugang zur Musikschule erfolgt durch ein Vorspielen.

## Sport
In Milngavie befindet sich der 1865 gegründete Rugbyverein West of Scotland FC, der in der Scottish Premiership spielt. Milngavie war unter anderem einer der Austragungsorte bei der Frauen-Rugby-Union-Weltmeisterschaft 1994.
In Milngavie befindet sich die Trainingsinfrastrukur der Glasgow Rangers.

## Persönlichkeiten
- John Gavin Bone (1914–1983), Radrennfahrer
- Richard Gaskin (* 1960), Philosoph, Philosophiehistoriker und Klassischer Philologe
- Anna Shackley (* 2001), Radrennfahrerin

## Städtepartnerschaft
- Baugé, Département Maine-et-Loire, Frankreich